# Robinson (Dakota del Nord)
Robinson és una població dels Estats Units a l'estat de Dakota del Nord. Segons el cens del 2000 tenia 71 habitants.

## Demografia
Segons el cens del 2000, Robinson tenia 71 habitants, 40 habitatges, i 21 famílies. La densitat de població era de 171,3 hab./km².
Dels 40 habitatges en un 10% hi vivien nens de menys de 18 anys, en un 45% hi vivien parelles casades, en un 2,5% dones solteres, i en un 47,5% no eren unitats familiars. En el 47,5% dels habitatges hi vivien persones soles el 30% de les quals corresponia a persones de 65 anys o més que vivien soles. El nombre mitjà de persones vivint en cada habitatge era d'1,78 i el nombre mitjà de persones que vivien en cada família era de 2,43.
Per edats la població es repartia de la següent manera: un 11,3% tenia menys de 18 anys, un 5,6% entre 18 i 24, un 14,1% entre 25 i 44, un 23,9% de 45 a 60 i un 45,1% 65 anys o més.
L'edat mediana era de 59 anys. Per cada 100 dones de 18 o més anys hi havia 85,3 homes.
La renda mediana per habitatge era de 30.625 $ i la renda mediana per família de 33.333 $. Els homes tenien una renda mediana de 25.625 $ mentre que les dones 21.875 $. La renda per capita de la població era de 15.712 $. Entorn del 8,3% de les famílies i el 7,8% de la població estaven per davall del llindar de pobresa.

## Poblacions més properes
El següent diagrama mostra les poblacions més properes.